# Zeche Rheinelbe
Die Zeche Rheinelbe war ein Steinkohlen-Bergwerk in Ückendorf.

## Geschichte
Die ersten Mutungen im Bereich der Gemarkung Ückendorf erfolgten im Jahre 1848.
1854 erwarb die Société des mines et fonderies du Rhin Détillieux et. Cie. den Grubenfeldbesitz und schloss ihn in der Gewerkschaft Rheinelbe zusammen. Der Name wurde aus den Grubenfeldern gewählt, die früher in Hand rheinischer und hamburgischer Kapitalgeber standen. 1855 wurde mit dem Abteufen des Schachtes Meyer sowie eines direkt daneben liegenden Wetterschachtes begonnen. Umfangreiche Wasserzuflüsse behinderten die Abteufarbeiten erheblich; sie mussten zeitweise für Monate ausgesetzt werden.
1861 konnte der Schacht Meyer die Förderung aufnehmen. Der benachbart liegende Wetterschacht blieb einstweilen gestundet, er ging dann 1863 in Betrieb. Die aufwendigen Abteufarbeiten hatten die Kapitaldeckung des Unternehmens erheblich geschwächt. In der Gründerkrise nach 1873 war die junge Zeche fortwährend in ihrer Existenz bedroht, Schacht 2 musste 1876 erneut gestundet werden.
Auf Initiative von Friedrich Grillo und Emil Kirdorf wurde 1877 die Gelsenkirchener Bergwerks-AG gegründet, um die in der Emschermulde fördernden Schachtanlagen unter deutscher Geschäftsführung zusammenzufassen.
Die Gewerkschaft Rheinelbe wurde zusammen mit der benachbart liegenden Gewerkschaft Alma als erster Bergwerksbesitz im Jahre 1878 übernommen. Die beiden Zechen wurden zusammengefasst und fortan als Zeche Vereinigte Rheinelbe & Alma weiterbetrieben.
Bergleute der Zeche Rheinelbe beteiligten sich nach dem verheerenden Grubenunglück von Courrières am 10. März 1906 an der Suche nach Überlebenden und der Bergung der Toten.

## Heutiger Zustand
Die Rheinelbe-Schächte blieben bis in die 1960er Jahre in Betrieb. Die Schachtgelände sind nach und nach überbaut worden. Das Gelände Rheinelbe 1/2/6 an der Rheinelbestraße ist anhand einiger Gebäude noch erkennbar.
Von der Zeche übriggeblieben sind die als Weiterbildungseinrichtung „Lichthof“ umgenutzte Maschinenhalle sowie die ehemaligen Werkstätten, in denen sich Ateliers und Firmensitze befinden. Die ehemaligen Schachtöffnungen sind mit Schildern gekennzeichnet. Das Werksgelände überzieht heutzutage der von Hermann Prigann gestaltete Skulpturenwald. Weiter südlich schließt sich die Halde Rheinelbe an, die mit ihrer Kunstinstallation Himmelstreppe als Landmarke für das Ruhrgebiet steht. Weiter nördlich liegt der Wissenschaftspark Gelsenkirchen, der zunächst auch nach der Zeche Rheinelbe benannt war.

## Bilder

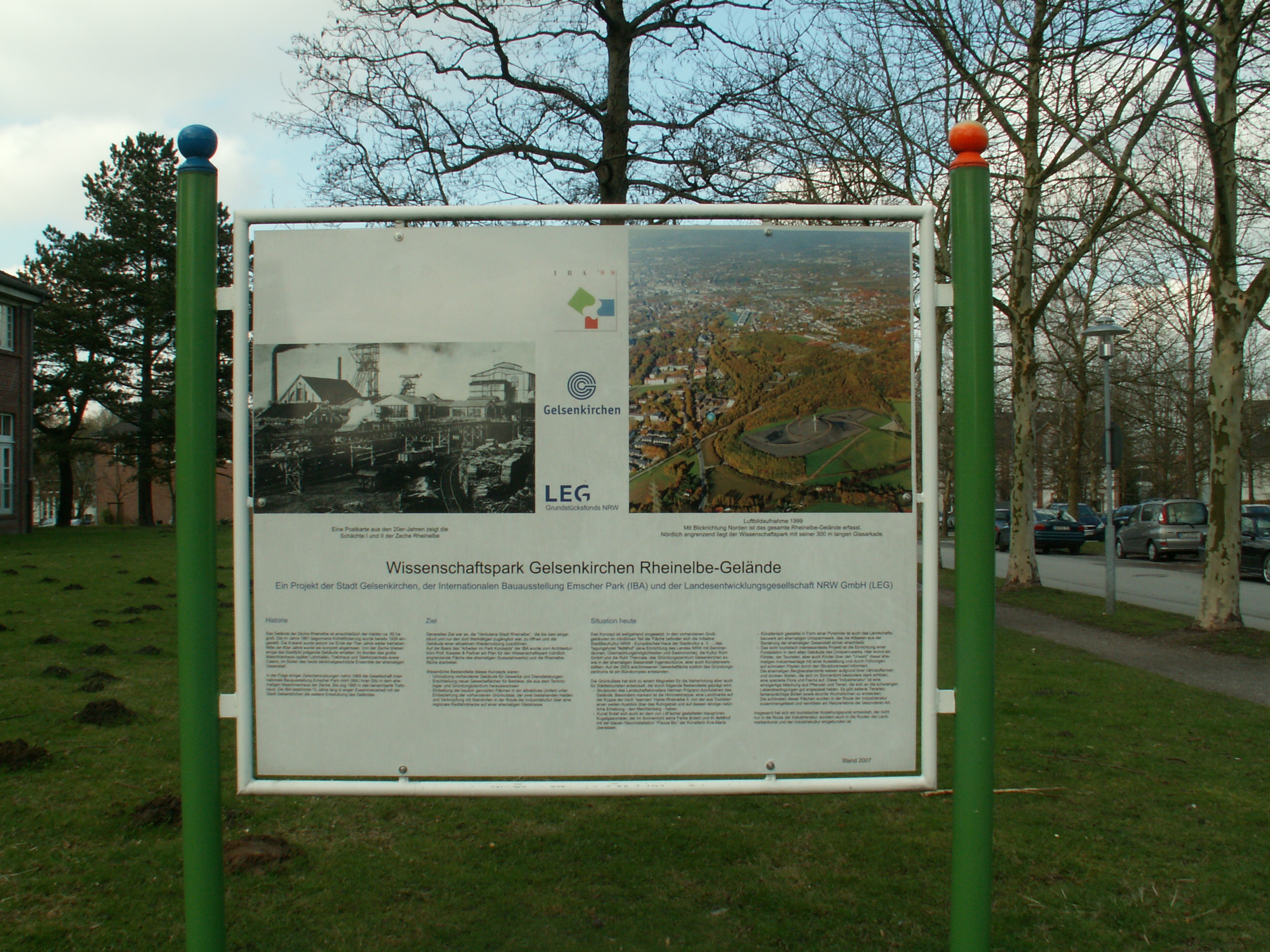
Informationstafel zum Umbau des Geländes
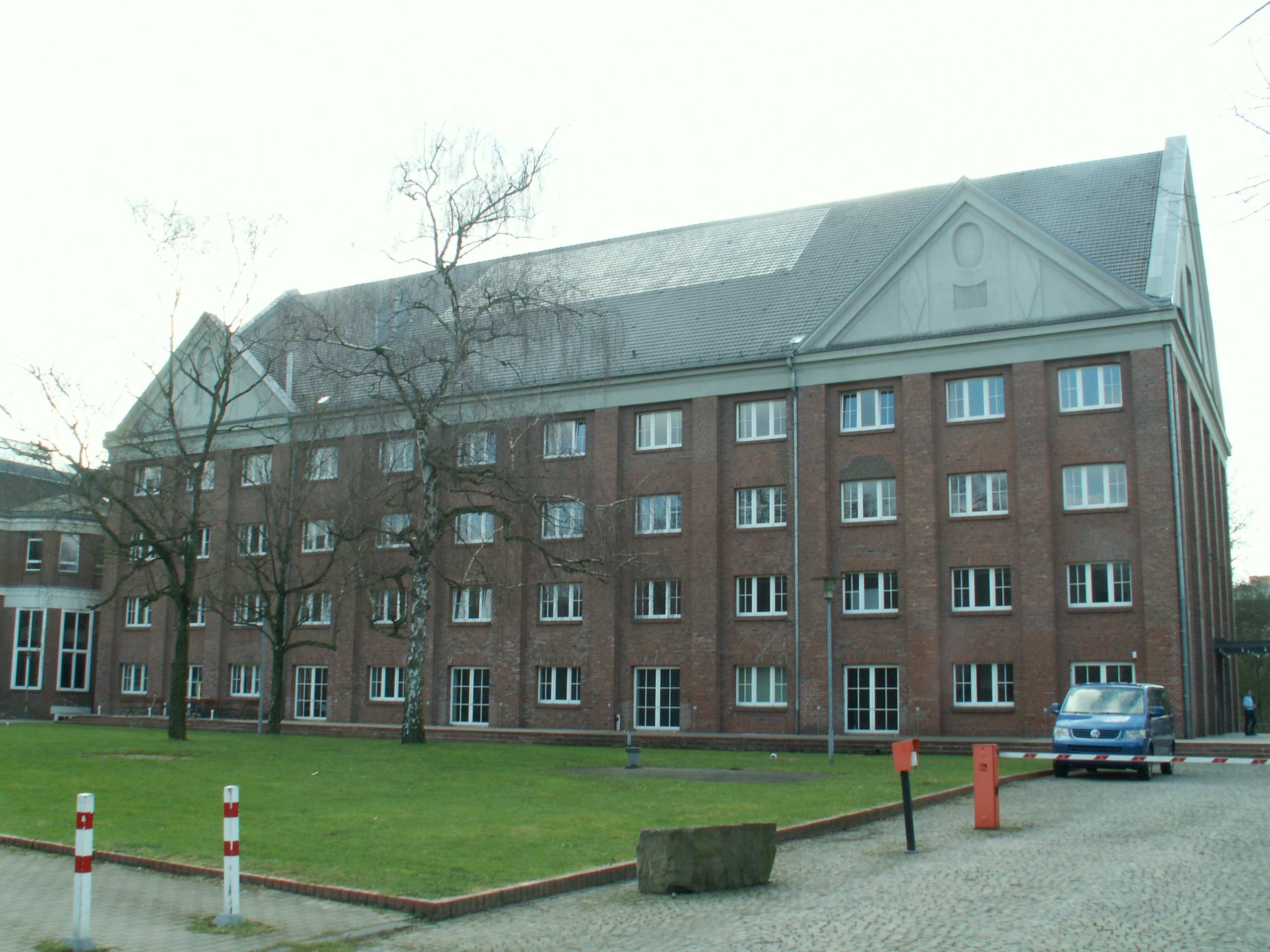
Aus der Maschinenhalle wurde eine Weiterbildungseinrichtung
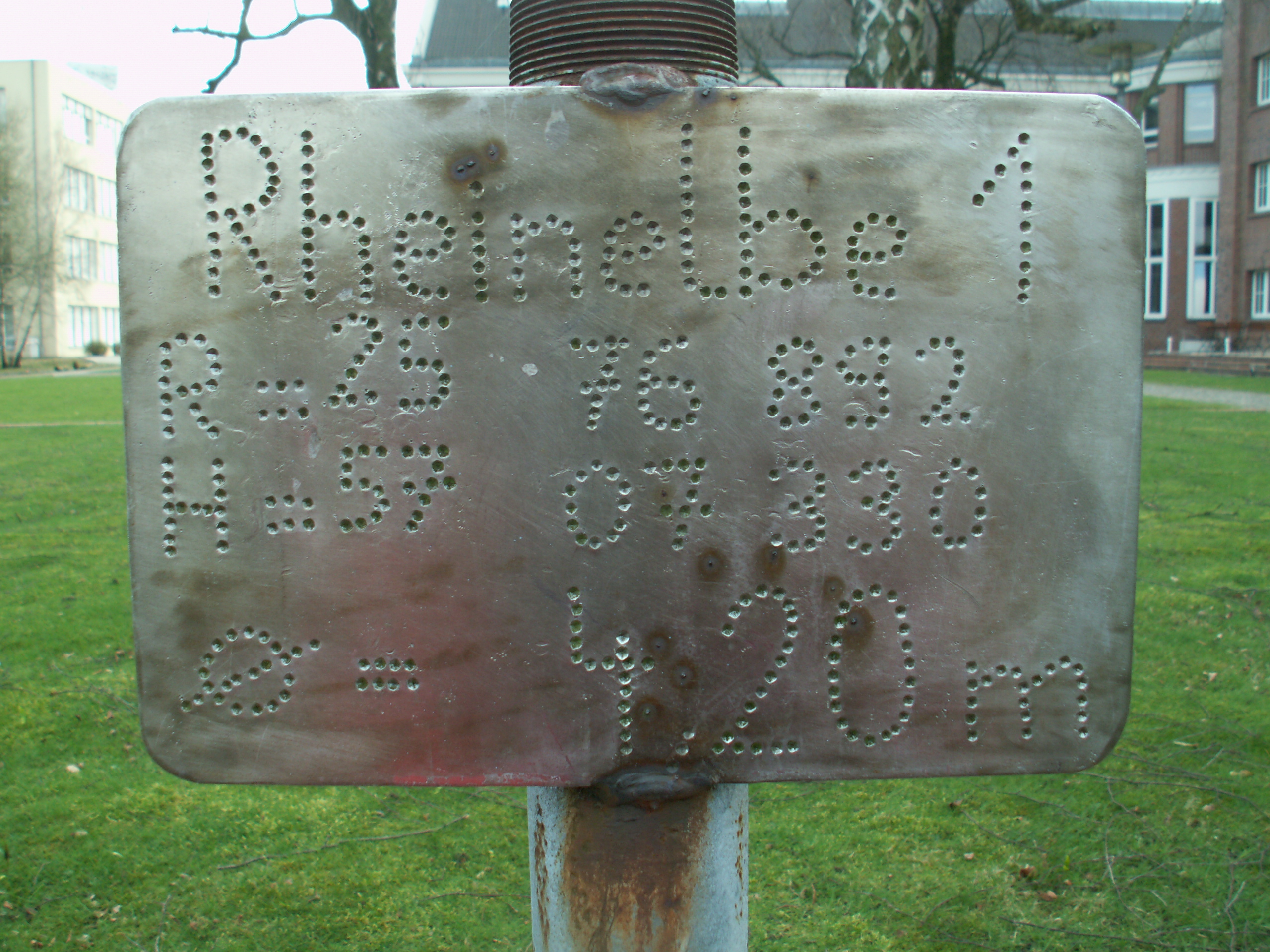
Daten von Schacht 1
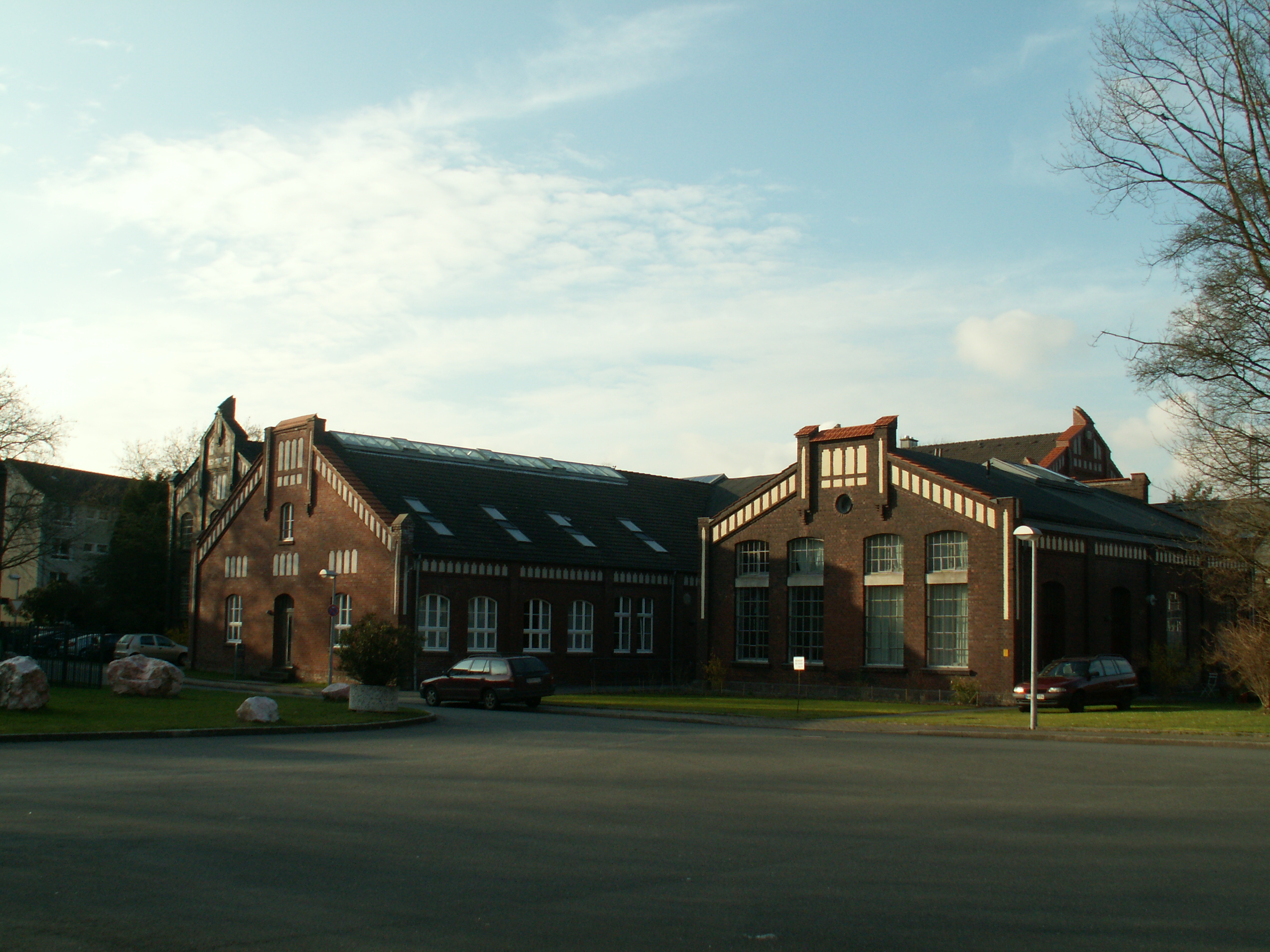
Die Werkstätten werden heute als Ateliers genutzt.